# Dizang del monte Jiuhua
El Dizang del monte Jiuhua es una estatua de 76 metros de altura de un Ksitigarbha de pie que se encuentra en el condado de Qingyang, Chizhou, provincia de Anhui, China.
La construcción de la estatua se completó en 2012. Se apoya sobre una base de 23 metros de altura, lo que eleva la altura total del monumento a 99 metros. En 2019, era la decimoquinta estatua más grande del mundo.